# Poecilium infasciatum
Poecilium infasciatum là một loài bọ cánh cứng trong họ Cerambycidae.